# Latina bonariensis
Latina bonariensis is een vliesvleugelig insect uit de familie Eucharitidae. De wetenschappelijke naam is voor het eerst geldig gepubliceerd in 1947 door Gemignani.